# Bajacalifornia aequatoris
Bajacalifornia aequatoris är en fiskart som beskrevs av Miya och Markle, 1993. Bajacalifornia aequatoris ingår i släktet Bajacalifornia och familjen Alepocephalidae. Inga underarter finns listade.